# ТМ-62
ТМ-62 — клас радянських протитанкових мін, розроблений як наступник ТМ-57. Міна ТМ-62М є головною базовою моделлю сімейства ТМ-62, які розрізняються між собою матеріалом і формою корпусу, та вибухово-ваговими характеристиками. До цього класу крім ТМ-62М, входять ТМ-62П, ТМ-62П2, ТМ-62П3, ТМ-62Т, ТМ-62Д та ТМ-62Б.
Міни серії ТМ-62 застосовуються з підривачами (детонаторами) МВЧ-62, МВЗ-62, МВП-62М, МВШ-62, МВ-62, МВД-62, МВН-72 і МВН-80. Залежно від наявності підривачів (детонаторів) і застосовуваних засобів механізації мінування, всі міни серії ТМ-62 можуть споряджатися будь-яким з перерахованих детонаторів.

## Характеристики

### Модифікації
- ТМ-62М — Круглий металевий корпус. Найбільш широко використовується з-поміж інших ТМ-62.
- ТМ-62П3 — Корпус з поліетилену.
- ТМ-62Т — Корпус з капронової тканини.
- ТМ-62П2 — Корпус із пластмаси.
- ТМ-62П — Корпус із пластмаси.
- ТМ-62Д — Корпус із дерева.
- ТМ-62Б — (Без корпуса) корпус із картону або паперу.

### Таблиця з характеристиками за модифікацією
| Характеристика                         | ТМ-62М   | ТМ-62П3    | ТМ-62Т            | ТМ-62П2   | ТМ-62П    | ТМ-62Д                   | ТМ-62Б      |
| -------------------------------------- | -------- | ---------- | ----------------- | --------- | --------- | ------------------------ | ----------- |
| Матеріал корпусу                       | метал    | поліетилен | капронова тканина | пластмаса | пластмаса | дерево                   | безкорпусна |
| Маса, кг                               | 9,5–10   | 8,0-8,7    | 8,3–9,2           | 9,4–10    | 9,0–11,0  | 11,3–13,0                | 8,6         |
| Маса вибухової речовини, кг            | 7,0–7,5  | 6,5–7,2    | 7,0–7,9           | 6,5–7,0   | 7,6–8,0   | 6,5 чи 10,3; 7,6 чи 11,1 | —           |
| Амонітом А-50                          | —        | —          | —                 | —         | 7,5       | —                        | —           |
| Амонітом А-80                          | —        | —          | —                 | —         | 6,6       | —                        | —           |
| ВВО-32                                 | —        | —          | —                 | —         | —         | 5,8–7,4                  | 8,2         |
| Діаметр, мм                            | 320      | 320        | 320               | 320       | 340       | 340×290                  | 315         |
| Висота, мм: з МВЧ-62, МВЗ-62           | 128      | 128        | 128               | 128       | —         | —                        | —           |
| Висота, мм: з МВ-62                    | —        | —          | —                 | —         | 129       | 178                      | 125         |
| Висота, мм: з МВШ-62 (короткий/довгий) | 330/1000 | 330/1000   | 330/1000          | 330/—     | 330/1000  | 380/1050                 | 330/1000    |

### ТМ-62М
Міна може встановлюватися як на ґрунт, так і в ґрунт, в сніг, під воду вручну або засобами механізації — причіпними мінними розкладниками: ПМР-1, ПМР-2, причіпні мінні загороджувачі ПМР-3, ПМЗ-4, гусеничний мінний загороджувач ГМЗ, вертолітна система мінування ВМР-2. Елементів самоліквідації міна не має. Міна ТМ-62М за вибухо-ваговими показниками є найпотужнішою з усіх радянських протитанкових мін.

### ТМ-62П3

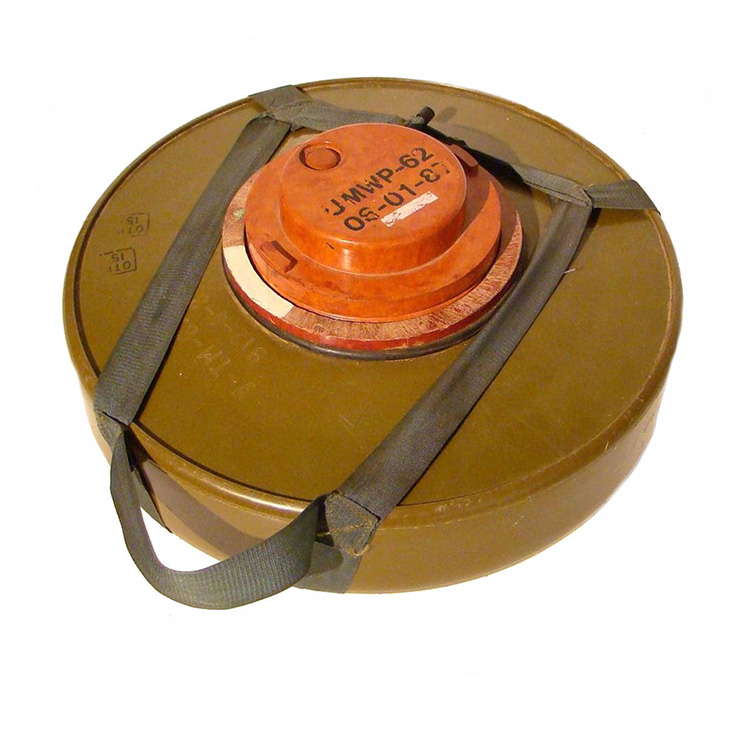
ТМ-62ПЗ

Міна може встановлюватися як на ґрунт, так і в ґрунт, в сніг, під воду вручну або засобами механізації — причіпними мінними розкладниками: ПМР-1, ПМР-2, причіпні мінні загороджувачі ПМР-3, ПМЗ-4, гусеничний мінний загороджувач ГМЗ, вертолітна система мінування ВМР-2). Елементів самоліквідації та можливості знешкоджування міна не має. Майже не можливо виявити міношукачами. Одна з найпотужніших танкових мін.

### ТМ-62Т
Міна може встановлюватися як на ґрунт, так і в ґрунт, в сніг, під воду вручну або засобами механізації — гусеничним мінним загороджувачем ГМЗ, ГМЗ-2, причіпним мінним загороджувачем ПМЗ-4, причіпним мінним розкладником ПМР-3. Елементів самоліквідації та можливості знешкоджування міна не має, з підривниками МВ-62, МВП-62, МВК-62 її майже неможливо виявити міношукачами.

### ТМ-62П
Протитанкова міна ТМ-62П встановлюється тільки вручну на ґрунт, в ґрунт, в сніг і під воду. Елементів самоліквідації та можливості знешкоджування міна не має. Не виявляється міношукачами.

### ТМ-62Д
Протитанкова міна ТМ-62Д може встановлюватися на ґрунт, в ґрунт, в сніг, вручну або засобами механізації — причіпними мінними загороджувачами ПМР-3, ПМЗ-4. Для установки під воду або в болотистий ґрунт не призначена. З детонаторами МВ-62, МВП-62, МВК-62 міна не виявляється міношукачами. Елементів самоліквідації та можливості знешкоджування міна не має.

### ТМ-62Б
Протитанкова міна ТМ-62Б може встановлюватися тільки вручну на ґрунт, в ґрунт і в сніг. Елементів самоліквідації та можливості знешкоджування міна не має. З детонаторами МВ-62, МВП-62, МВК-62 міна не виявляється міношукачами.

## ПВП-2
В Україні виготовляється та застосовується український аналог цієї міни під назвою ПВП-2. Він мало чим відрізняється від свого радянського попередника, окрім того, що має пластиковий корпус.
Міни цього сімейства розрізняються між собою матеріалом і формою корпусу, а також вибухово-ваговими характеристиками.
Вага міни складає 9,5—10 кілограмів, а бойової частини 7,0—7,5 кілограмів.

## Бойове застосування

### Російське вторгнення в Україну
У квітні 2022 р. на Чернігівському напрямку при розмінуванні звільнених територій України від російських загарбників виявлено міни ТМ-62М.